# رشد غیراقتصادی

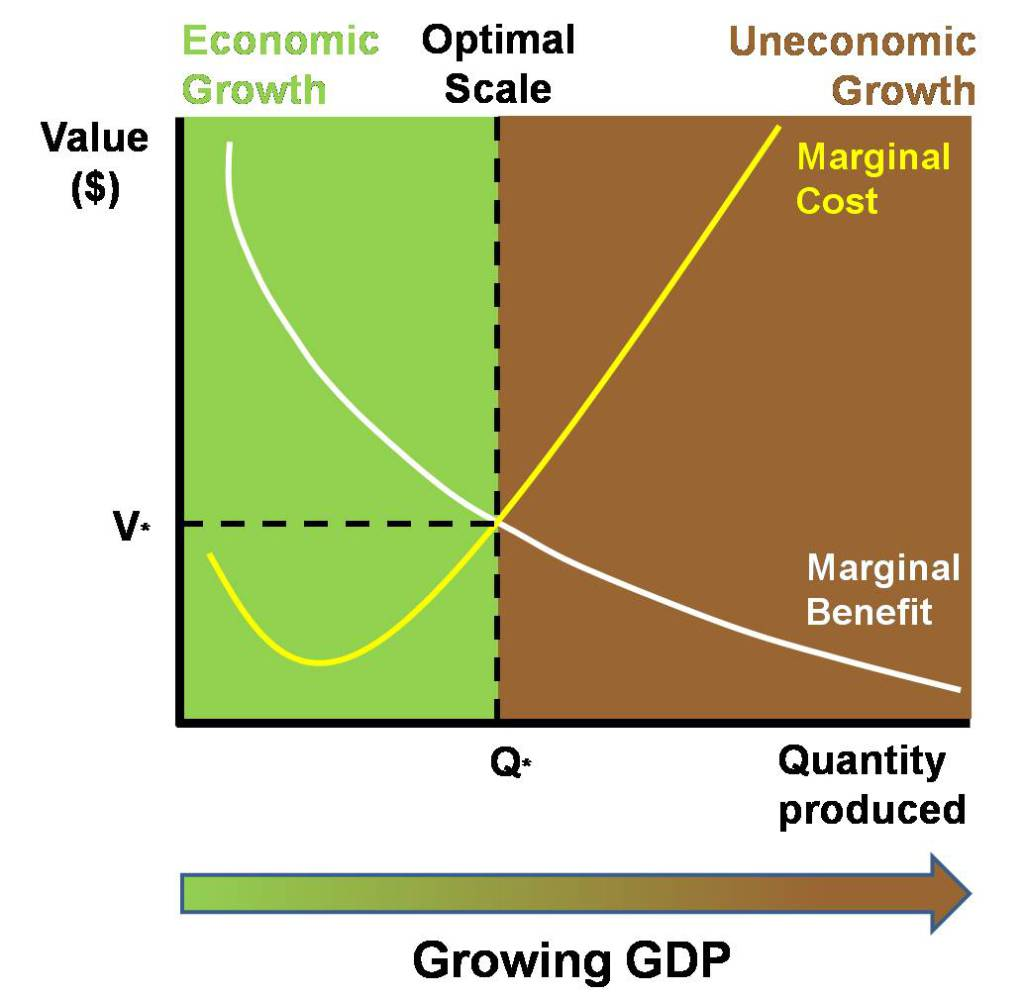
هزینه‌های نهایی یک اقتصاد در حال رشد به هر نحو که اندازه‌گیری شود ممکن است به تدریج از منافع نهایی فراتر رود.

رشد غیر اقتصادی، رشدی اقتصادی است که موجب کاهش سطح کیفیت زندگی می‌شود. این مفهوم در نظریه توسعه انسانی، نظریه رفاه و اقتصاد بوم‌شناسی استفاده می‌شود؛ معمولاً این مفهوم به هرمان دلی، اقتصاددان بوم‌شناسی نسبت داده می‌شود اگر چه به نظریه پردازان دیگر نیز به علت ایده‌های اولیه‌شان در طرح این موضوع اعتبار داده می‌شود.مطابق گفتهٔ دلی، «رشد غیراقتصادی زمانی رخ می‌دهد که ارزش آنچه تولید شده کمتر از منابع و رفاه صرف شده باشد.» هزینه، یا کاهش رفاهی که همراه با رشد فزاینده اقتصادی رخ می‌دهد نتیجه «فداکاری‌های اجتماعی و زیست‌محیطی ناشی از تعدی‌های فزاینده به سیستم زیست‌محیطی» است.

## انواع رشد
نرخ یا نوع رشد اقتصادی ممکن است پیامدهای مهمی برای محیط زیست داشته باشد (مانند اثر بر آب و هوا و سرمایه‌های طبیعی محیط زیست). نگرانی‌ها برای اثرات منفی احتمالی رشد اقتصادی بر محیط زیست و جامعه، برخی را بر این واداشته که خواهان میزان رشد اقتصادی کمتری باشند، به علت این نگرانی‌ها ایده رشد غیراقتصادی داده شد و احزاب سبز ایجاد شدند. احزاب سبز استدلال می‌کنند که اقتصادها بخشی از یک جامعه جهانی و یک بوم‌شناسی (زیستگاه) جهانی هستند و نمی‌توانند از مقدار رشد طبیعی خود پیشی بگیرند مگر آنکه بر جامعه و محیط زیست آسیب بزنند.
دیوید سوزوکی، دانشمند کانادایی در دهه ۱۹۹۰ استدلال کرد که محیط زیست هر اقتصاد فقط می‌تواند به‌طور معمول حدود ۱٫۵ تا ۳ درصد رشد اقتصادی در هر سال را پشتیبانی کند (بیش از آن دیگر رشد، رشد پایدار نیست) و بنابراین هرگونه نیاز به بازده بیشتر (محصول بیشتر) از کشاورزی یا جنگل‌ها موجب مصرف بیش از اندازه یا از بین رفتن سرمایه‌های طبیعی (خاک یا جنگل) می‌شود؛ همچنین برخی معتقدند که این استدلال حتی در اقتصادهای پیشرفته تر نیز قابل تعمیم است.

## نقش فناوری و پارادوکس جونز (Jevons paradox)
اقتصاددانان ارتدکس می‌گویند که اقتصاد توسط فناوری جدید هدایت می‌شود؛ برای مثال ما امروزه رایانه‌های سریع تری نسبت به یک سال قبل داریم، اما لزوماً از نظر فیزیکی تعداد رایانه‌های بیشتری نداریم. رشدی که در آن بهره‌برداری از دانش، سهم بیشتری از افزایش مصرف منابع دارد، ممکن است دیگر رشدی غیراقتصادی محسوب نشود. در برخی موارد، این واقعیت ممکن است درست باشد زمانی که فناوری این امکان را می‌دهد که با استفاده از منابع و ورودی کمتر بتوانیم همان مقدار گذشته را تولید کنیم یعنی منابع کمتری استفاده شود اما سطح تولیدمان ثابت بماند (و یا با استفاده از فناوری مقدار یا میزان خطرناک بودن زباله تولید شده در هر واحد محصول کاهش یابد؛ به عنوان مثال، افزایش در دسترس بودن فیلم‌ها از طریق اینترنت یا تلویزیون ممکن است تقاضا برای نوارهای ویدیو یا DVD برای فیلم‌ها را کاهش دهد). با این وجود، شناختن این نکته بسیار حیاتی است که رشد مبتنی بر دانش یا نوآوری و اختراعات ممکن است به‌طور کامل مشکل مقیاس تولید یا افزایش مصرف منابع را حل نکند. برای مثال، به دلیل تقاضای بیشتر و جایگزین‌های مناسب‌تر برای رایانه‌های با سرعت پایین‌تر، احتمالاً رایانه‌های بیشتری وجود دارد.
پارادوکس جونز(Jevons paradox) می‌گوید پیشرفت تکنولوژیکی کارایی استفاده از یک منبع را افزایش می‌دهد و به موازات آن تمایل به مصرف از آن منبع نیز افزایش می‌یابد. به عنوان مثال، با فرض اینکه هزینه‌های مایحتاج و مالیات‌ها به همان اندازه باقی مانده است، (۱) در دسترس بودن لامپهای کم مصرف ممکن است به معنای مصرف برق کمتر و هزینه‌های کمتری برای یک خانوار باشد، اما این باعث می‌شود که درآمد قابل تصرف بیشتری به جهت مصرف برای خانوار حاصل شود (مثالی برای «اثر ارتجاعی») و (۲) فناوری (یا جهانی سازی) که منجر به در دسترس بودن کالاهای ارزان‌تر برای مصرف‌کنندگان می‌شود نیز درآمد قابل تصرف را برای افزایش هزینه‌های مصرفی افزایش می‌دهد.
از سوی دیگر، فناوری انرژی تجدید پذیر و کاهش تغییرات آب‌وهوایی (مانند فتوسنتز مصنوعی) با هدف افزایش دوره مدیریت انسان بر اکوسیستم‌ها که به نگهداری از پایداریی(Sustainocene) شناخته شده، مطرح شده است. در نگهداری از پایداریی(Sustainocene)، برای رسیدن به رشد اقتصادی پایدار به جای به‌کارگیری ایدئولوژی محموله‌پرستی که دلالت دارد بر مشارکت برای غارت طبیعت، روش جهانی شده فتوسنتز مصنوعی و حتی بیشتر از آن انقلاب‌های تکنولوژیکی مانند کارخانه‌های نانو و دموکراسی الکترونیکی که ورود پیدا می‌کنند به ساختار حکومت‌های محلی و جهانی کمک می‌کنند به داشتن اقتصادی پایدار. در چنین جهانی انسان‌ها دیگر از جهت اقتصادی احساس خطر نمی‌کنند و حتی رشد اخلاقی آنها این اجازه را می‌دهد که از حقوق طبیعت حمایت کنند.

## برای مطالعهٔ بیشتر
- Baker, Linda (May–June 1999). "Real Wealth: The Genuine Progress Indicator Could Provide an Environmental Measure of the Planet's Health". E Magazine: 37–41.
- Cobb, Clifford; Ted Halstead; Jonathan Rowe (October 1995). "If the GDP Is Up, Why Is America Down?". Atlantic Monthly: 59–78.
- تاکیس فوتوپولوس: "بحران چند بعدی و دموکراسی فراگیر "، آتن ۲۰۰۵. نسخه آنلاین انگلیسی:
- Rowe, Jonathan; Judith Silverstein (March 1999). "The GDP Myth: Why 'Growth' Isn't Always a Good Thing". Washington Monthly: 17–21.
- Rowe, Jonathan (July–August 1999). "The Growth Consensus Unravels". Dollars & Sense: 15–18, 33.